# Elena Rose
Andrea Elena Mangiamarchi (Miami, 23 de marzo de 1995) conocida por su nombre artístico Elena Rose, es una cantante, productora y compositora venezolana-estadounidense. Ha trabajado con Becky G, Rauw Alejandro, Camilo Echeverry, Tini, CNCO, Selena Gomez, Sech, Karol G entre otros. Su sencillo «Caracas en el 2000» junto a Danny Ocean y Jerry Di, alcanzó el puesto #3 en Spotify Venezuela y fue nominado al Grammy Latino en la categoría a Canción del Año.

## Biografía
Elena Rose nació en Miami de padres venezolanos. Ella tiene una amplia gama de raíces musicales, incluidas Frank Sinatra y Daddy Yankee. Se mudó a los Estados Unidos de forma permanente cuando tenía 19 años. La carrera de cantante de Rose comenzó cuando actuaba en bares locales, y el primer artista con el que Rose trabajó fue Ricky Martin. La canción revelación de Rose fue "Dollar", un sencillo lanzado por la cantante Becky G y el rapero Myke Towers en 2019, que la llevó a ganar fama como compositora.  Desde entonces, Rose ha trabajado con muchos artistas en español, como Rauw Alejandro, Selena Gomez, TINI, Maluma y CNCO, y ayudó a coescribir sencillos para los artistas Noriel, Paloma Mami y Emilia.
En mayo de 2020, Rose lanzó su sencillo debut «Sandunga», una canción pop-reggaeton escrita por ella y coproducida por Rose y el equipo de producción Honeyboos. Lanzó una pista de seguimiento "Fenomenal" en el mismo mes, que fue coescrita por ella, el productor peruano Patrick Romantik y el compositor de Bad Bunny, Brasa.

## Discografía

### Sencillos
| Título                                                        | Año  | Álbum |
| ------------------------------------------------------------- | ---- | ----- |
| "Sandunga"                                                    | 2020 | —     |
| "Fenomenal"                                                   | 2020 |       |
| "La ducha"                                                    | 2020 |       |
| "Coco"                                                        | 2020 |       |
| "No Voy A Cambiar"                                            | 2020 |       |
| "Santa Para Que Porfa"                                        | 2020 |       |
| "pimienta"                                                    | 2021 |       |
| "Picachu"                                                     | 2021 |       |
| "Moda"                                                        | 2021 |       |
| "La Partiste Con Tu Regalo"                                   | 2021 |       |
| "La Ducha Remix" (con Greeicy, María Becerra, Becky G y Tini) | 2022 |       |
| "Bayamón"                                                     | 2022 | —     |
| "Návida" (con Bebo Dumont)                                    | 2022 | —     |
| "El Hombre"                                                   | 2023 | —     |
| "Disculpa Amiga"                                              | 2023 | —     |
| "Limonadita Fresca" (con DJ MAFF)                             | 2023 | —     |
| "Linda Natural"                                               | 2023 | —     |
| "CARACAS EN EL 2000" (con Danny Ocean y Jerry Di)             | 2023 | —     |

### Apariciones de invitados
| Título                          | Año  | Otros artistas  | Álbum        |
| ------------------------------- | ---- | --------------- | ------------ |
| "En algún lugar de las colinas" | 2018 | Ricardo Bacelar | Sebastián    |
| "Quererte Bonito"               | 2022 | Sebastián Yatra | Dharma       |
| "Playa Privada"                 | 2022 | Mora            | microdosis   |
| "Flashback"                     | 2022 | Becky G         | Esquemas     |
| "Las estrellas/Si tu me amas"   | 2022 | Danny Ocean     | @dannocean 2 |

## Créditos de composición
| Canción                                          | Año  | Artista(s)                               | Álbum                                       |
| ------------------------------------------------ | ---- | ---------------------------------------- | ------------------------------------------- |
| "Tu Canción"                                     | 2019 | MYA                                      | Hoy                                         |
| "Dollar"                                         | 2019 | Becky G, Myke Towers                     | Mala Santa                                  |
| "Ya Quisieran"                                   | 2019 | j mena                                   |                                             |
| "La Ley"                                         | 2019 | CNCO                                     | Que Quiénes Somos                           |
| "Mejor Así"                                      | 2019 | Becky G, Darell                          | Mala Santa                                  |
| "Exclusivos"                                     | 2019 | Periko & Jessi León                      |                                             |
| "Piropo"                                         | 2019 | Noriel                                   | Cerrando Capitulo                           |
| "Feeling Temporal"                               | 2019 | Peche                                    | Feeling Temporal                            |
| "Mami"                                           | 2019 | Paloma Mami                              | Sueños de Dalí                              |
| "Policía"                                        | 2020 | Emilia                                   |                                             |
| "Tattoo"                                         | 2020 | Rauw Alejandro                           |                                             |
| "Party en mi Casa"                               | 2020 | Boza                                     | Sonrisas Tristes                            |
| "Boys Ain't Shit (Estos Chicos No Lo Son Remix)" | 2020 | Saygrace, Becky G                        | Boys Ain't Shit                             |
| "Dumebi (Becky G Remix)"                         | 2020 | Rema, Matoma, Becky G                    |                                             |
| "No vuelvas a mirar atrás"                       | 2020 | Alaina Castillo                          | Mensajes de voz                             |
| "Funk Total: Vai Danada"                         | 2020 | Pk, Becky G, Gabily                      |                                             |
| "Muchacha"                                       | 2020 | Gente de Zona, Becky G                   | De Menor a Mayor                            |
| "My Man"                                         | 2020 | Becky G                                  |                                             |
| "Otro Día Lluvioso"                              | 2020 | Juhn, Lenny Tavárez, Becky G, Dalex      |                                             |
| "Pa' Ti"                                         | 2020 | Jennifer Lopez, Maluma                   | Marry Me Original Motion Picture Soundtrack |
| "Trío"                                           | 2020 | Nathy Peluso                             | Calambre                                    |
| "Que Lo Que"                                     | 2020 | Major Lazer, Paloma Mami                 | Music Is the Weapon                         |
| "Sucio y Lento"                                  | 2020 | Mariah Angeliq, Lele Pons                |                                             |
| "No Drama"                                       | 2020 | Becky G, Ozuna                           |                                             |
| "Tango"                                          | 2020 | Alaya                                    | Alaya                                       |
| "Ayer Me Llamó Mi Ex (Remix)"                    | 2020 | Khea, Natti Natasha, Prince Royce        |                                             |
| "Esta Noche"                                     | 2020 | FMK, Emilia, Estani, Big One             |                                             |
| "Enredaos"                                       | 2020 | Lali                                     | Libra                                       |
| "Fue Mejor"                                      | 2020 | Kali Uchis                               | Sin Miedo (del Amor y Otros Demonios)       |
| "De Vuelta Pa' La Vuelta"                        | 2020 | Daddy Yankee, Marc Anthony               |                                             |
| "Qué Maldición (Remix)"                          | 2020 | Banda MS, Snoop Dogg, Becky G            |                                             |
| "De Una Vez"                                     | 2021 | Selena Gomez                             | Revelación                                  |
| "Baila Conmigo"                                  | 2021 | Selena Gomez, Rauw Alejandro             | Revelación                                  |
| "Religiosa"                                      | 2021 | Paloma Mami                              | Sueños de Dalí                              |
| "Rotate"                                         | 2021 | Becky G, Burna Boy                       |                                             |
| "Te Va Bien"                                     | 2021 | Kevvo, Arcángel, Becky G, Darell         | Cotidiano                                   |
| "Buscando Amor"                                  | 2021 | Selena Gomez                             | Revelación                                  |
| "Dámelo To'"                                     | 2021 | Selena Gomez, Myke Towers                | Revelación                                  |
| "Vicio"                                          | 2021 | Selena Gomez                             | Revelación                                  |
| "Feeling"                                        | 2021 | Dalex                                    | Unisex                                      |
| "Luna"                                           | 2021 | Cami                                     |                                             |
| "Ram Pam Pam"                                    | 2021 | Natti Natasha, Becky G                   | Nattividad and Esquemas                     |
| "Sorpresa"                                       | 2021 | Lenny Tavárez                            | Krack                                       |
| "Miénteme"                                       | 2021 | Tini, María Becerra                      | Cupido                                      |
| "Le Gusta Que La Vean"                           | 2021 | Lunay                                    | El Niño                                     |
| "Mojito"                                         | 2021 | Thalía                                   | Desamorfosis                                |
| "Al Lau"                                         | 2021 | Lele Pons                                |                                             |
| "Sal y Perrea"                                   | 2021 | Sech                                     | 42                                          |
| "Best Life"                                      | 2021 | Lunay                                    | El Niño                                     |
| "Fulanito"                                       | 2021 | Becky G, El Alfa                         | Esquemas                                    |
| "Only One"                                       | 2021 | Khea, Julia Michaels, Becky G, Di Genius |                                             |
| "Maldita Foto"                                   | 2021 | Tini, Manuel Turizo                      | Cupido                                      |
| "Mal de Amores"                                  | 2021 | Sofía Reyes, Becky G                     | Mal de Amores                               |
| "Tarde"                                          | 2021 | Sebastián Yatra                          | Dharma                                      |
| "Free Hugs"                                      | 2021 | Angel22                                  |                                             |
| "Imposible Amor"                                 | 2021 | Natti Natasha, Maluma                    | Nattividad                                  |
| "La Sinvergüenza"                                | 2021 | Christian Nodal, Banda MS                | Forajido EP 1                               |
| "Bar"                                            | 2021 | Tini, L-Gante                            | Cupido                                      |
| "Another day in America"                         | 2021 | Kali Uchis, Ozuna                        |                                             |
| "Tu Debilidad"                                   | 2021 | Mati Gómez, Emilia                       |                                             |
| "Gadejo"                                         | 2022 | Angel22                                  |                                             |
| "Quererte bonito"                                | 2022 | Sebastián Yatra, Elena Rose              | Dharma                                      |
| "Istanbul"                                       | 2022 | Danny Ocean                              | @dannocean                                  |
| "Mamiii"                                         | 2022 | Becky G, Karol G                         | Esquemas                                    |
| "Fantasi"                                        | 2022 | Tini, Beéle                              | Cupido                                      |
| "Yo Le Mentí"                                    | 2022 | Marc Anthony                             | Pa'llá Voy                                  |
| "El Peor"                                        | 2022 | Cami                                     |                                             |
| "Ya Acabó"                                       | 2022 | Marca MP, Becky G                        |                                             |
| "Carne y Hueso"                                  | 2022 | Tini                                     | Cupido                                      |
| "La Triple T"                                    | 2022 | Tini                                     | Cupido                                      |
| "Party"                                          | 2022 | Bad Bunny, Rauw Alejandro                | Un Verano Sin Ti                            |
| "Tajin"                                          | 2022 | Becky G, Guaynaa                         | Esquemas                                    |
| "Flashback"                                      | 2022 | Becky G, Elena Rose                      | Esquemas                                    |
| "Dolores"                                        | 2022 | Becky G                                  | Esquemas                                    |
| "Borracha"                                       | 2022 | Becky G                                  | Esquemas                                    |
| "Kill Bill"                                      | 2022 | Becky G                                  | Esquemas                                    |
| "Que le Muerda"                                  | 2022 | Becky G                                  | Esquemas                                    |
| "Guapa"                                          | 2022 | Becky G                                  | Esquemas                                    |
| "El Karma"                                       | 2022 | Christian Nodal                          | Forajido EP 1                               |
| "Limón Con Sal"                                  | 2022 | Christian Nodal                          | Forajido EP 1                               |
| "La Balada"                                      | 2022 | Emilia                                   | tú crees en mí?                             |
| "Mi Otra Mitad"                                  | 2022 | Emilia                                   | tú crees en mí?                             |
| "Te Deseo lo Mejor"                              | 2022 | Christina Aguilera                       | Aguilera                                    |
| "Te Amo y Punto"                                 | 2022 | Chayanne                                 |                                             |
| "LaLaLa"                                         | 2022 | Angel22                                  |                                             |
| "La Loto"                                        | 2022 | Tini, Becky G, Anitta                    | Cupido                                      |
| "5 Estrellas"                                    | 2022 | Reik, Sech                               |                                             |
| "La Duda"                                        | 2022 | CNCO                                     | XOXO                                        |
| "El Último Beso"                                 | 2022 | Tini, Tiago PZK                          | Cupido                                      |
| "Para Ti No"                                     | 2022 | Angel22                                  |                                             |
| "Victory"                                        | 2022 | Mar Mejia                                |                                             |
| "Muñecas"                                        | 2023 | Tini, La Joaqui, Steve Aoki              | Cupido                                      |
| "Por el Resto de Tu Vida"                        | 2023 | Christian Nodal, Tini                    |                                             |
| "Cupido"                                         | 2023 | Tini                                     | Cupido                                      |
| "Te Pido"                                        | 2023 | Tini                                     | Cupido                                      |
| "Las Jordans"                                    | 2023 | Tini                                     | Cupido                                      |
| "Beso En Las Rocas"                              | 2023 | Tini                                     | Cupido                                      |
| "Arranca"                                        | 2023 | Becky G, Omega                           |                                             |
| "1Trago"                                         | 2023 | Danna                                    | Childstar                                   |
| "Aún te quiero"                                  | 2023 | Danna                                    | Childstar                                   |
| "Orion"                                          | 2024 | Boza, Elena Rose                         |                                             |

## Premios y nominaciones
| Premio                   | Año  | Nominado(s)                           | Categoría                  | Resultado | Ref.   |
| ------------------------ | ---- | ------------------------------------- | -------------------------- | --------- | ------ |
| BMI Latin Awards         | 2023 | «Baila Conmigo»                       | Canciones Ganadoras        | Ganadora  | [ 25 ] |
| BMI Latin Awards         | 2023 | "De Vuelta Pa' La Vuelta"             | Canciones Ganadoras        | Ganadora  | [ 25 ] |
| BMI Latin Awards         | 2023 | "La Sinvergüenza"                     | Canciones Ganadoras        | Ganadora  | [ 25 ] |
| BMI Latin Awards         | 2023 | "Mamiii"                              | Canciones Ganadoras        | Ganadora  | [ 25 ] |
| Latin Grammy Awards      | 2020 | «Muchacha»                            | Mejor Canción Urbana       | Nominada  | [ 26 ] |
| Latin Grammy Awards      | 2022 | Aguilera                              | Álbum del Año              | Nominada  | [ 28 ] |
| Latin Grammy Awards      | 2022 | Pa'llá Voy                            | Álbum del Año              | Nominada  | [ 28 ] |
| Latin Grammy Awards      | 2022 | Un Verano Sin Ti                      | Álbum del Año              | Nominada  | [ 28 ] |
| Latin Grammy Awards      | 2022 | Dharma                                | Álbum del Año              | Nominada  | [ 28 ] |
| Latin Grammy Awards      | 2022 | "Mamiii"                              | Mejor Canción Urbana       | Nominada  | [ 28 ] |
| Premios Lo Nuestro       | 2022 | Elena Rose                            | Nuevo Artista – Mujer      | Nominada  | [ 32 ] |
| Premios Lo Nuestro       | 2023 | "La Ducha (Remix)"                    | Remix del año              | Nominada  | [ 33 ] |
| Premios Lo Nuestro       | 2025 | «A las 12 de olvidé» (junto a Ha*Ash) | Mejor combinación femenina | Nominadas | [ 34 ] |
| La Musa Awards           | 2022 | Elena Rose                            | La Musa Elena Casals Award | Ganadora  | [ 35 ] |
| Premios Tu Música Urbano | 2022 | Elena Rose                            | Composer of the Year       | Nominada  | [ 36 ] |
| Premios Tu Música Urbano | 2023 | Elena Rose                            | Top Nueva Artista Femenina | Ganadora  | [ 37 ] |